# Helena Ekholm
Hanna Helena Ekholm (født Jonsson, den 6. september 1984) i Helgum, Sollefteå kommun, ca. 400 km nord for Stockholm, er en svensk skiskytte der indstillede karrieren i 2012. Ekholm har vundet to individuelle VM-guld og tre individuelle VM-bronze. Desuden har hun vundet tre VM-medaljer i mixed-stafet. Hun vandt den samlede World Cup i skiskydning sæsonen 2008/2009. I 2009 fik hun Jerringprisen (Sveriges Radios sportspris) samt Svenska Dagbladets guldmedalje. Hun blev kåret til årets idrætskvinde i Sverige i 2009.

## Karriere
Helena Ekholm debuterede i 2005, i World Cup'en i skiskydning (kvindernes stafet) på hjemmebane i Östersund. Hendes bedste resultat i sæsonen blev to 16. pladser. Næste sæson 2006/07 fik hun sit internationale gennembrud, da hun løb førsteturen på det svenske mixedstafet-hold der vandt guld ved VM i Antholtz, Italien. Senere i 2007 fik hun sin første individuelle sejr i et World Cup-løb — fællesstarten i Khanty-Mansijsk, Rusland.

### Sæsonen 2008/09
Sæsonen 2008/09 blev Ekholms bedste i skiskydningskarrieren. Hun lagde ud med at vinde World Cup distanceløbet på hjemmebane i Östersund i december 2008. I januar 2009 vandt hun sin 3. sejr ved World Cup-fællesstarten i Antholtz. Hun vandt sin første VM-guldmedalje ved jagtstarten i Pyeongchang, Sydkorea, og blev dermed den tredje svenske kvinde til at vinde en individuel VM-guldmedalje i skiskydning, efter Eva Korpela og Magdalena Forsberg. Helena vandt desuden også en sølv- og en bronzemedalje ved dette VM. Resten af sæsonen lavede hun mange gode placeringer og ved sæsonafslutningen stod hun lige med tyskeren Kati Wilhelm på ranglisten, men Helena Ekholm vandt den samlede World Cup, da hun havde flere sejre end tyskeren.

### Sæsonen 2009/10
Ekholm lagde flot ud med bl.a. fire sejre, tre andenpladser og en fjerdeplads i World Cup'en, som hun førte samlet med stor margin. Men til Vinter-OL 2010 i Vancouver begyndte det at gå ned af bakke for Helena. Hendes bedste OL-resultat blev 'bare' en tiende-plads. Efter OL tabte hun også føringen i den samlede World Cup stilling og sluttede sæsonen som nr. 3. Hun vandt dog VM-bronze for Sverige i mixed-stafet.

### Sæsonen 2010/11
Sæsonen 2010/11 formede sig lidt på samme måde. Helena lagde ud med tre individuelle World Cup sejre og to i stafet (en i kvindernes stafet, og en mixed-stafet) i løbet af de første 2/3 af sæsonen. Igen lå Helena forrest i World Cup stilingen, men sluttede ligeledes igen på en tredjeplads ved sæsonafslutningen. Den samlede sejr gik til finske Kaisa Mäkäräinen. Ved VM i Khanty-Mansijsk vandt Helena bronze i jagtstarten, og den medalje fulgte hun op, med at vinde guld i distanceløbet, hvor hun var den eneste der satte samtlige 20 skud i det kraftige blæsevejr. Hun vandt også den samlede sejr i distance-World Cup'en.

### Sæsonen 2011/12
Det svenske kvindelandshold havde sagt farvel til træneren Wolfgang Pichler, der var skiftet til det Russiske landshold. Helena lavede ikke de store resultater, en 2.plads, en 3.plads og en enkelt 4.plads inden VM i tyske Ruhpolding. Ved dette VM vandt Helena Ekholm sin sidste medalje — bronze i distance-løbet, og fik desuden to 4.pladser samt en 5.plads.
Hun stoppede karrieren med udgangen af sæsonen.

## Privatliv
Helena Ekholm blev gift med den tidligere skiskytte David Ekholm den 17. juli 2010, og studerer nu økonomi. Hun er storesøster till skiskytterne Jenny- og Malin Jonsson.